# Quercus imbricaria
Quercus imbricaria är en bokväxtart som beskrevs av André Michaux. Quercus imbricaria ingår i släktet ekar, och familjen bokväxter. Inga underarter finns listade.

## Bildgalleri

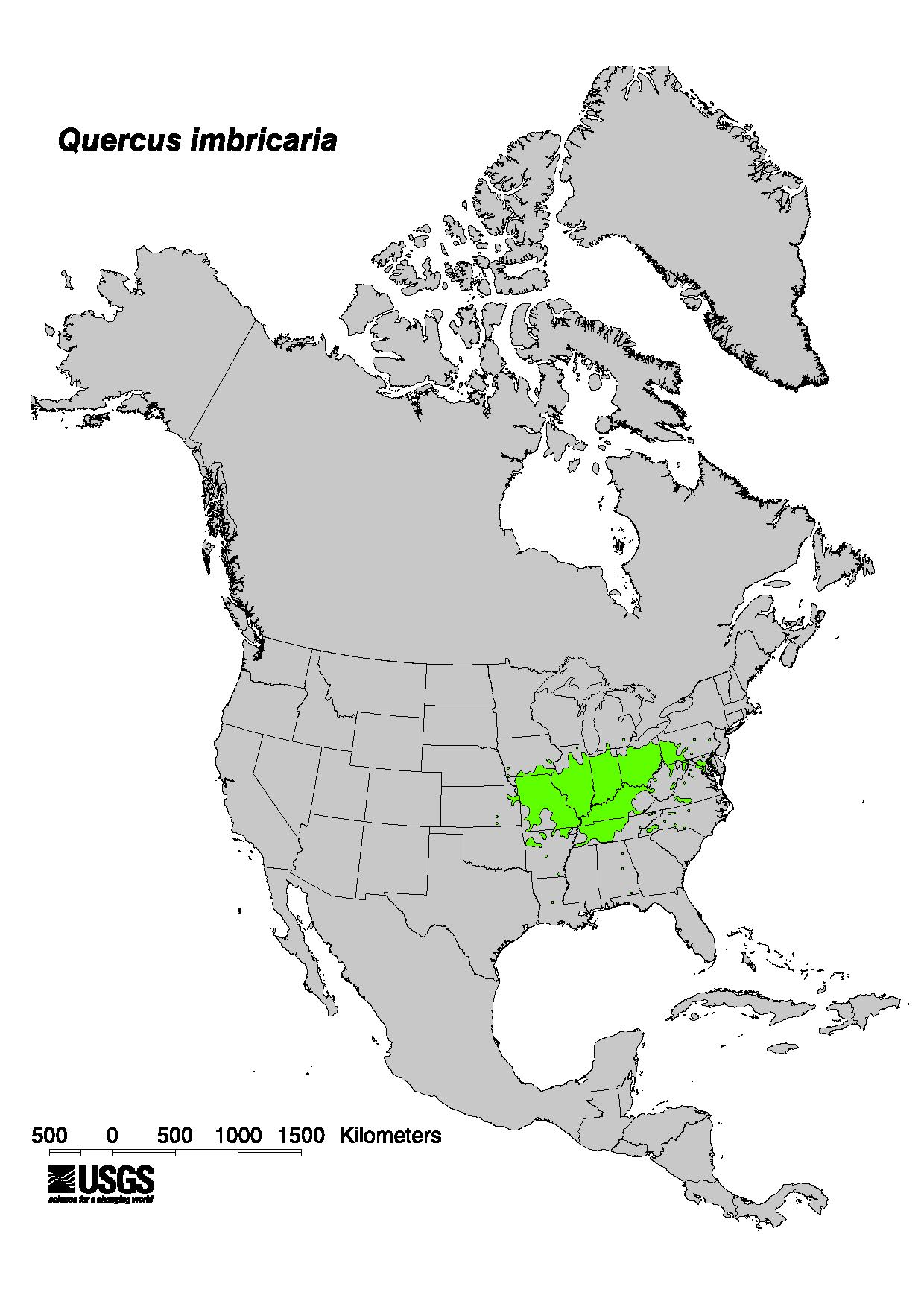
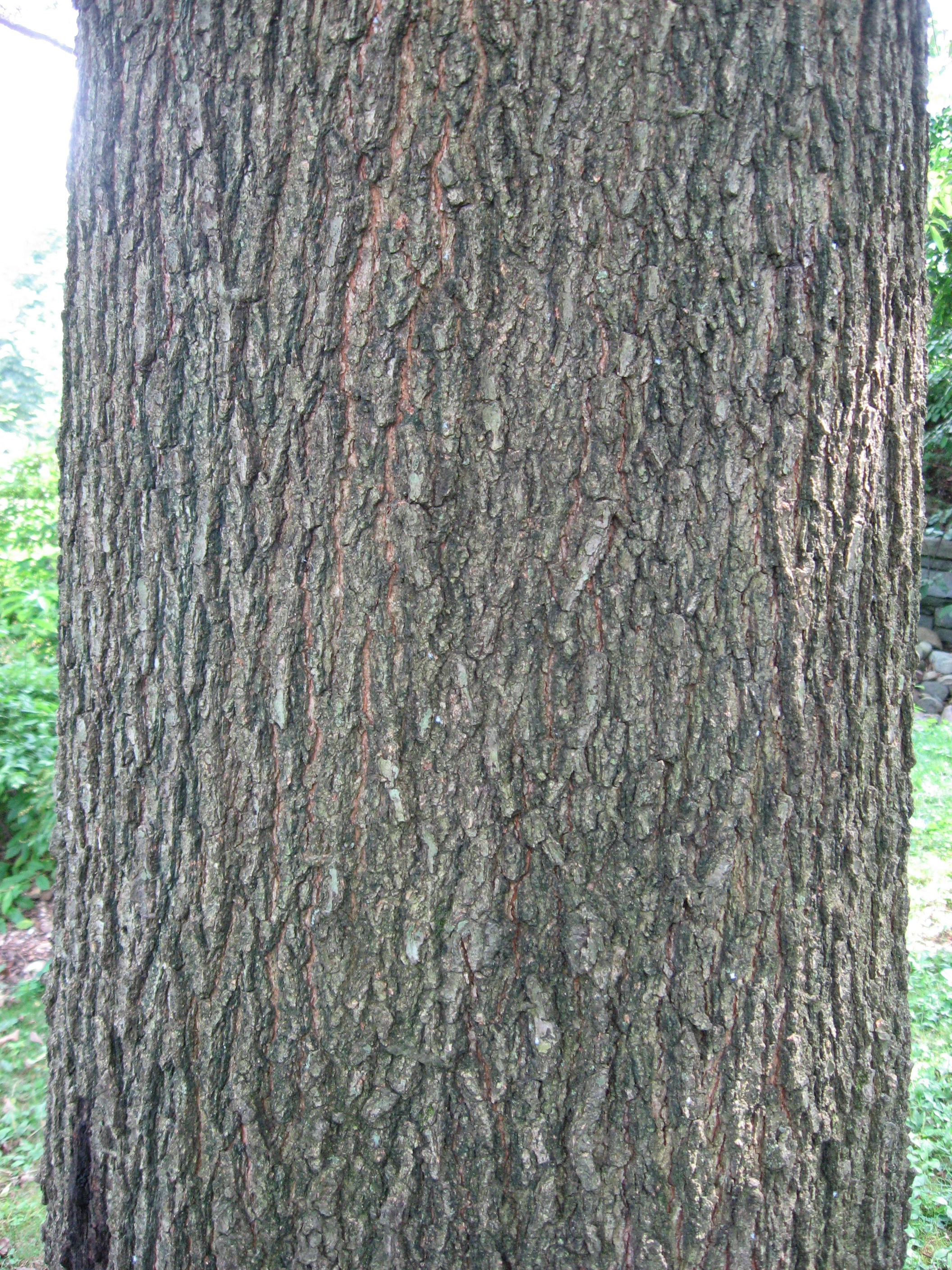
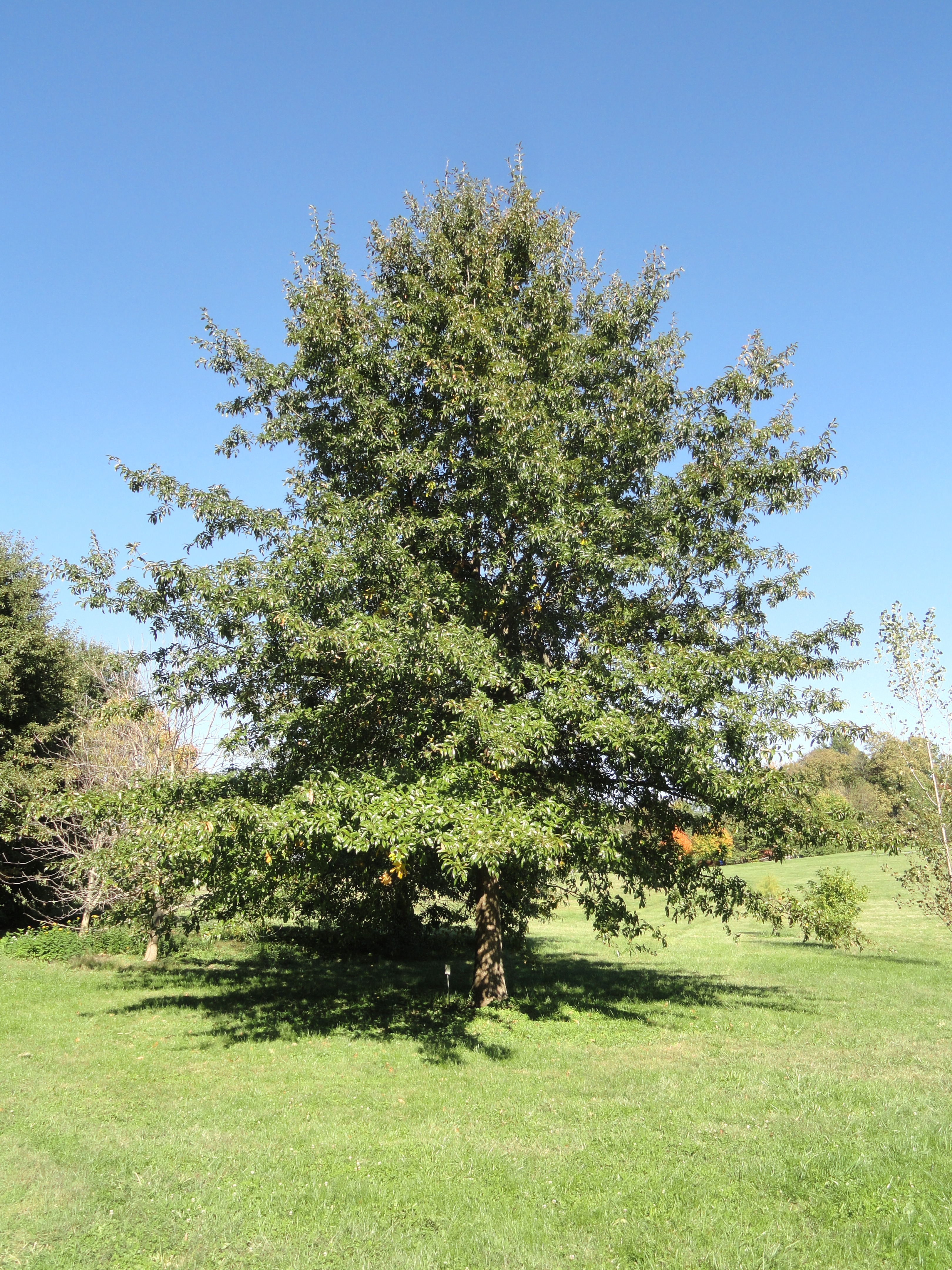
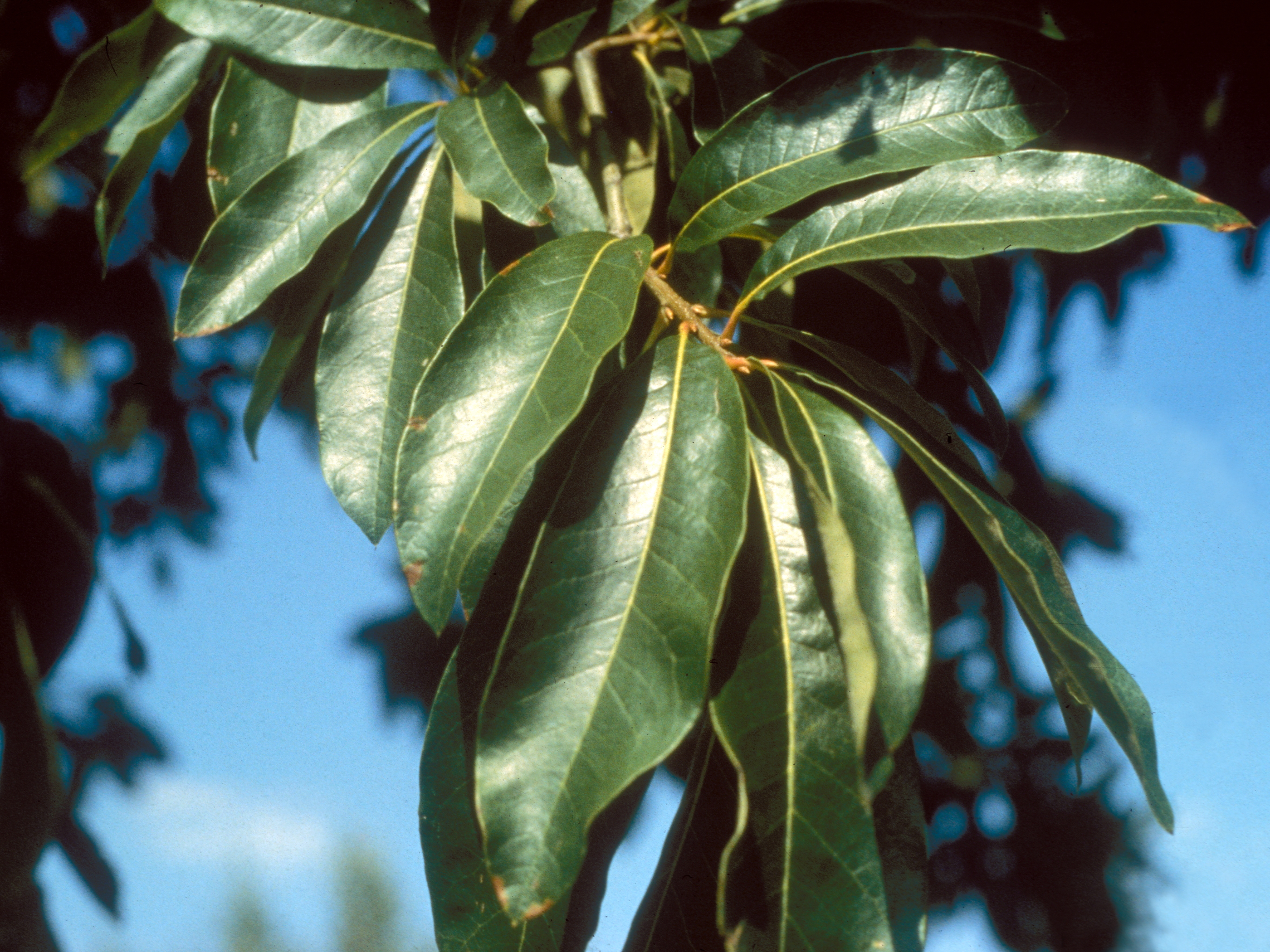